# Altenberg de Bergbieten
Der Altenberg de Bergbieten ist eine Weinlage im Elsass. Seit dem 23. November 1983 ist der Altenberg de Bergbieten Teil der Alsace Grand Cru Appellation und gehört damit zu den 50 potentiell besten Lagen des Elsass. Insgesamt wurden 29,07 Hektar Rebfläche zugelassen.

## Lage
Die Lage befindet sich auf dem Gebiet der Gemeinde Bergbieten, zwischen den Orten Traenheim und Bergbieten, nur ca. 25 km westlich von Straßburg entfernt. Das Gebiet befindet sich nördlich einer Hügelzone, die den Vogesen vorgelagert ist und zum Balbronner Graben abfällt. Der Altenberg de Bergbieten liegt in südöstlicher Exposition auf einer Höhe von 215 bis 265 m ü. NN. Durch die Hanglage wird die Gefahr von Frostschäden nach dem Austrieb der Reben im Frühjahr minimiert, weil in den Nächten entstehende Kaltluft nicht über den Weinbergen liegen bleibt, sondern zur Ebene hin abgleiten kann. Die Vogesen im Westen bewahren das in seinem Lee gelegene Weinbaugebiet bei Südwest- oder Westwetterlagen vor zu viel Niederschlag. Daraus resultiert eine für die nördliche Lage überdurchschnittlich lange Sonnenscheindauer. Der homogene, schwere Tonmergelboden aus dem Erdzeitalter des Keupers mit Gips und Dolomitsandsteinbänken begünstigt die Erwärmung des Bodens sowie das Wasserhaltevermögen bei zu langer Trockenheit. Andererseits sorgen die Steinbänke für eine ausreichende Drainage, so dass eine Entstehung von Staunässe weitgehend vermieden wird. Bei dem Altenberg de Bergbieten handelt es sich um die nördlichste der Grand Cru Lagen des Elsass.

## Rebsorten
Die Lage und die Bodenqualität begünstigen den Anbau von Riesling (ca. 8 Hektar bestockte Rebfläche) und Gewürztraminer (ca. 5 Hektar bestockte Rebfläche). Es stehen somit nur ca. 13 Hektar von den insgesamt 29,07 Hektar unter Ertrag. Prinzipiell dürfen auch die Rebsorten Pinot Gris und Muscat d’Alsace (also Muskat-Ottonel oder Muscat blanc à petits grains) angepflanzt werden. Die Weine werden aktuell von 4 Winzern (alle aus dem Ort Traenheim) sowie einer Genossenschaft vermarktet.

## Geschichte
Der Name Altenberg deutet auf seine geschichtliche Bedeutung hin. Schon seit dem Jahr 1050 wurde die Lage in Urkunden erwähnt, die sich auf Papst Leo IX. beziehen. Zahlreiche Ordenskongregationen und das Bistum Straßburg besaßen hier bis zur Französischen Revolution Weinberge. Die Besitztümer wurden ab 1789 der Bevölkerung zurückgegeben.
Am 13. März 1895 fand der Schmied Emil Huber bei Bodenarbeiten im Altenberg 2 tönerne Behältnisse mit insgesamt 7000 Silbermünzen aus dem 13. Jahrhundert. Die Herkunft der Münzen wurde bis dato nicht geklärt. Nach dem Ankauf des Fundes durch deutsche Museen ist der Fund heute in Berlin zu sehen.
Einige Jahre nach dem Fund von Emil Huber gab der Boden noch eine metallene Kiste mit römischen Sesterzen aus der Zeit von Julius Caesar frei.